# Palazzo Cavalli (Busseto)
Pour le palais à Venise, voir Palazzo Cavalli.
Le Palazzo Cavalli (connu également sous les noms de Palazzo Dordoni, Palazzo Sivelli ou Palazzo Orlandi) est une demeure bourgeoise située à Busseto et résidence de Giuseppe Verdi et Giuseppina Strepponi de 1849 à 1851.

## Localisation
Le Palazzo Cavalli est situé au 56 de la Via Roma à Busseto, commune de la province de Parme dans la région d'Émilie-Romagne en Italie, à proximité de la Casa Barezzi et du Mont-de-piété.

## Historique
Construit par le peintre et architecte Giuseppe Cavalli (Busseto, 6 avril 1762 - ibidem, 13 mai 1828) pour le comte Annibale Dordoni qui le revend à Antonio Cavalli pour son fils Contardo Cavalli, ancien maire de Busseto, l'immeuble est l'une des plus belles maisons de la ville.
Alors qu'il se repose dans la maison d'Antonio Barezzi à Busseto des vicissitudes milanaises et travaille à la composition d'Attila, le compositeur Giuseppe Verdi rachète à Contardo Cavalli le palazzo Cavalli par l'intermédiaire du notaire Ercolano Balestra, le 6 octobre 1845, pour la somme de 22 000 lires de Parme payée en trois échéances de 10 000 lires le 6 octobre, 4 000 le 29 décembre et 6 000 en mai 1846 et où il installe ses parents en son absence et jusqu'à leur installation à Sant'Agata le 12 mai 1849. Verdi et Giuseppina Strepponi s'y installent à leur tour à leur retour de Paris le 10 août 1849. Verdi y compose Luisa Miller, Stiffelio et Rigoletto. En dehors des visites d'Antonio et Giovannino Barezzi, d'Emanuele Muzio, de Francesco Maria Piave et de Guglielmo Brenna, le couple y vit dans l'isolement le plus complet.
En butte à l'hostilité des bussetans indignés par le passé de Giuseppina, par leur concubinage et par l'attitude impitoyable du compositeur pour son père Carlo Verdi, ils quittent en mai 1851 le palais Cavalli pour la ferme de Sant'Agata d'où Verdi a renvoyé ses parents. Sa mère est morte à Vidalenzo où ils ont trouvé à se loger et son père passe dès lors tous ses hivers au Palazzo Cavalli où il veille avec sa sœur  Francesca Verdi Sivelli à l'éducation de Filomena Maria Verdi la petite cousine et fille adoptive du compositeur. Carlo Verdi meurt le 14 janvier 1867 au Palazzo Cavalli alors que son fils est à Paris pour Don Carlos. En 1875, Verdi cède le palazzo Cavalli à Giuseppina pour la somme de 18 000 lires en contrepartie de la prise en charge des travaux de restaurations de l'immeuble qui s'était fortement dégradé durant toutes ces années. Giuseppina le vend à son tour aux oncles de Verdi, Giulio et Isidoro Sivelli, en 1882, et fait des dons pour les pauvres avec le bénéfice réalisé.
La famille Orlandi, l'une des plus florissantes du duché de Parme, entre ensuite en possession du palais qui prend le nom de Palazzo Orlandi et devient après la mort du compositeur le Museo di Cimeli Verdiani, haut-lieu de la mémoire verdienne fréquenté par des milliers de mélomanes. Le chef d'orchestre Arturo Toscanini y réside entre 1913 et 1926. Le téléfilm de 1982 Verdi (en) de Renato Castellani y est en partie tourné. Le musée ferme en 1996 pour des raisons de sécurité. Les recherches de financements publics n'aboutissent pas et le palazzo est, en 2004, à nouveau mis en vente. En 2013, année du bicentenaire de la naissance de Giuseppe Verdi, le palais est toujours en vente et les héritiers l'ont confié aux soins d'une société immobilière décidée à ouvrir la vente aux marchés russe et chinois.

## Architecture
Bâti sur le modèle néo-classique, le Palazzo Cavalli affiche une façade ordonnée et symétrique en accord avec le retour à l'ordre antique. Son architecture typique des hôtels particuliers classiques du XVIIIe siècle reprend un plan géométrique simple rectangulaire aux proportions harmonieuses. Le bâtiment est en brique et recouvert de d'enduit en bossage, aujourd'hui partiellement détruit.
La façade est composée de 9 travées symétriques et se superposent sur trois étages avec les arches au rez-de chaussée et ouvertures aux premier et deuxième étage avec l'ouverture du dernier étage d'une plus petite dimension. Chaque étage est signifié par une séparation en relief en façade. Les ouvertures du premier étage sont encadrées de pilastres engagés et surmontées d'une alternance de frontons droits à denticules et sans denticules.